# Orchestre de Paris
L'Orchestre de Paris è un'orchestra francese con sede a Parigi.

## Storia
L'orchestra fu fondata nel 1967 per iniziativa congiunta di due direttori d'orchestra, Charles Münch e Serge Baudo, a seguito dello scioglimento dell'Orchestre de la Société des Concerts du Conservatoire, fondata nel 1828. Charles Münch ne fu il primo direttore fino al suo decesso nel 1968.
Residente storicamente alla Salle Pleyel, nel periodo in cui la sala è stata chiusa per lavori di ristrutturazione l'orchestra ha trovato residenza per la stagione 2001/2002 al Théâtre des Champs-Élysées e al Théâtre du Châtelet e successivamente al Théâtre Mogador fino a settembre 2006. Terminati i lavori, l'orchestra è tornata alla Salle Pleyel.
Dall'inizio del 2015, con l'inaugurazione della Philharmonie de Paris all'interno di Parc de la Villette, l'orchestra si è stabilita nella nuova sala concerti (Philharmonie 1) amministrata dalla fondazione Cité de la Musique.

### Il coro
Il coro dell'Orchestre de Paris, fondato nel 1976 su iniziativa di Daniel Barenboim, è stato diretto dalla sua fondazione fino al 2002 da Arthur Oldham. Successivamente è stato affidato alla direzione di Geoffroy Jourdain, Didier Bouture e attualmente Lionel Sow.

## Direttori musicali
- Charles Münch (1967–1968)
- Herbert von Karajan (1969–1971)
- Georg Solti (1972–1975)
- Daniel Barenboim (1975–1989)
- Semyon Bychkov (1989–1998)
- Christoph von Dohnányi (1998–2000)
- Christoph Eschenbach (2000–2010)
- Paavo Järvi (2010–2016)
- Daniel Harding (2016–2019)